# Lolly Bomb
«Lolly Bomb» es una canción del grupo ruso de punk-pop-rave Little Big. Fue lanzada en diciembre de 2017 como el sencillo principal del tercer álbum de estudio del grupo Antipositive, Pt. 1.

## Contexto
En una entrevista con Knife Media, las directoras del videoclip, Aline Pyazok e Ilya Prusikin, y dijeron lo siguiente sobre la canción:

"Se nos ocurrió el videoclip casi por accidente, sentados en un café, Ilyich, Tatarka y yo. Estábamos allí, divagando, y nos dimos cuenta de que realmente nos gustaba la idea de Kim y su tierna relación con la bomba."
Aline Pyazok

"En la canción, el juego de palabras entre lollypop y lollybomb hace referencia a una mujer hermosa. Su belleza es tan explosiva como una bomba. Tenía un boceto desde hace tiempo. Hicimos la canción con nuestro equipo: escribimos la música con Lyubim y el texto lo escribió Fami."
Ilya Prusikin

El 8 de diciembre de 2017, se realizó el lanzamiento del videoclip en el canal oficial de YouTube del grupo.
El clip está ambientado en Corea del Norte, donde Kim Jong-Un se enamora de un misil nuclear. Kim y el misil tienen citas y mantienen relaciones sexuales. Justo cuando Kim le propone matrimonio, los militares se llevan el misil y lo lanzan al cielo. Al final del video, Kim se siente muy angustiado por esto, pero se encuentra con otro cohete y se enamora nuevamente.
El grupo ha declarado públicamente que durante mucho tiempo busco un actor para el papel de Kim Jong-Un, casteando actores rusos y kazajos. Dando finalmente con el actor australiano, de origen de Hong Kong, Howard X, para interpretar a Kim en el vídeo. 

## Premios y nominaciones
| Año  | País           | Premio                      | Categoría           | Resultado | Referencias |
| ---- | -------------- | --------------------------- | ------------------- | --------- | ----------- |
| 2018 | Estados Unidos | Global Film Festival Awards | Mejor video musical | Victoria  | [ 6 ] [ 7 ] |
| 2018 | Alemania       | Berlin Music Video Awards   | "Most Trashy"       | Victoria  | [ 8 ]       |